# Castello di Sorli
Il castello di Sorli è un castello in rovina che risale al XII secolo; si trova nella frazione Sorli nel comune di Borghetto di Borbera, in provincia di Alessandria, a un'altezza di 661 metri. 
Dal castello, posto sulla cima del rilievo che domina la frazione, è possibile vedere buona parte della piana che va da Alessandria a Tortona, incluse le zone della Valle Scrivia e della Val Borbera, da questa posizione si possono vedere i resti di numerosi antichi castelli.

## Storia

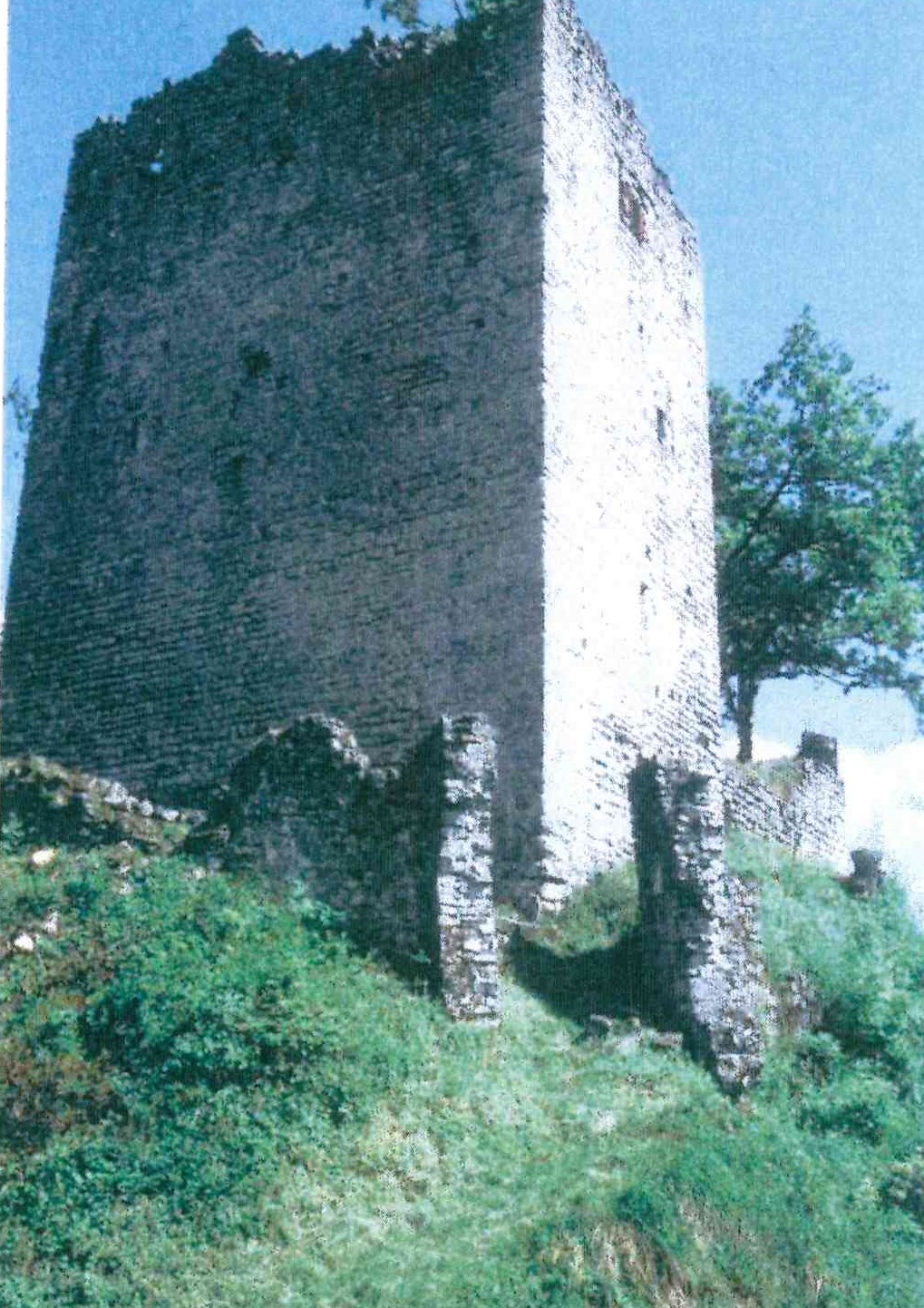
Una torre del castello

Non si sa di preciso quando il castello venne costruito. Secondo Luciano Pertica, il castello faceva parte di una lunga fila di castelli utili per fermare i barbari prima degli appennini genovesi. Questi vennero costruiti su ordine del generale romano Costanzo Cloro attorno al V secolo e servivano per creare un limes dalle Alpi Cozie all'Adriatico.
Il primo scritto in cui il castello viene citato è di Papa Adriano IV del 1157, in una lettera di risposta al vescovo di Tortona, dopo che questa era stata presa da Federico Barbarossa. In questo scritto, Adriano IV regalava al vescovo e ai suoi successori alcune terre, chiese e castelli, comprendendo quello di Surlae.
In seguito divenne possesso di Giangaleazzo Visconti duca di Milano e da questi a Bernardo Lunati che ne rimasero in possesso del feudo rimase sino al 1753 quando venne inglobato nel regno di Sardegna.

## Struttura
Oggi il castello si trova in pessimo stato di conservazione, ridotto a un rudere. In origine era formato da una massiccia torre a base quadrangolare, con funzione di mastio, e da un altro edificio a base rettangolare con aperture ad arco a sesto acuto. I due collegati da una cinta muraria che chiudeva un cortile di forma rettangolare irregolare.